# 勝呂玲羅
勝呂 玲羅（すぐろ れいら、1996年11月21日 - ）は、日本の元女優、元ファッションモデル。静岡県出身。旧芸名、勝呂 麗羅。血液型はA型。

## 略歴
- 2006年、小学四年生読者モデルオーディションでグランプリを受賞し、『小学四年生』（小学館）に1年間、読者モデルとして登場。
- 2007年には『小学五年生』の読者モデルを務める。
- 2008年から『ニコ☆プチ』の読者モデルとして活動し、「カリスマプチ読（カリスマ読者モデル）」と言われるほどの人気を博す。
- 2009年、第17回ピチモオーディションで、グランプリを受賞し、ファッション雑誌『ピチレモン』（学研）の専属モデルとして同年6月号より活動[4][5]。
- 2012年4月号をもって、ピチレモンを卒業。

## 出演

### 雑誌
- 小学四年生（小学館） - 読者モデル
- 小学五年生（小学館） - 読者モデル
- ニコ☆プチ（新潮社） - 読者モデル
- ピチレモン（2009年6月号 - 2012年4月号、学研） - 専属モデル

### テレビドラマ
- 喰いタン（日本テレビ）
- ケータイ捜査官7 第33話（テレビ東京）

### 映画
- 少林少女（2008年） - 桜沢凛（幼少期） 役

### バラエティ
- Rの法則（2011年12月 - 2016年、NHK Eテレ）